# Thomas Raab (Schriftsteller, 1968)
Thomas Raab (* 23. November 1968 in Graz) ist ein österreichischer Schriftsteller, Übersetzer und Kognitionsforscher.

## Leben
Raab studierte nach seiner Matura am Grazer BG Carnerigasse technische Geologie und Philosophie an der Universität Graz, der Technischen Universität Graz sowie den Unis Wien und Berkeley. Nach seiner Promotion zur Anwendung unscharfer Mengen auf im Feld gewonnene geologische Daten befreundete er sich 1998 mit Oswald Wiener. Die beiden vereint ihr wissenschaftliches und schriftstellerisches Interesse. Gemeinsam versuchen sie seitdem die Selbstbeobachtung für kognitions- und emotionspsychologische Zwecke zu rehabilitieren. Als Autor und Übersetzer versucht er Erlebnisse über die zum Teil ironische Aneignung wissenschaftlicher Erkenntnisse für literarische Werke und politisch motivierte Essays fruchtbar zu machen.
2004 nahm Raab bei den Tagen der deutschsprachigen Literatur in Klagenfurt teil. 2008 ernannte er sich nach dem Tod von Michael Crichton zum "größten Schriftsteller der Welt".
Er lebt und arbeitet in Wien.

## Preise und Stipendien
- 2000 Erwin-Schrödinger-Stipendium,
- 2005 Förderpreis zum Heimrad-Bäcker-Preis.
- 2005 Staatsstipendium
- 2009 Projektstipendium für Literatur des österreichischen Bundeskanzleramts
- 2009 Projektstipendium für Literatur des österreichischen Bundeskanzleramts

## Werke (Auswahl)
Belletristik
- Verhalten. Roman (= Trojanische Pferde. Band 7). Tropen Verlag, Köln 2002, ISBN 3-932170-54-7.
- Die Netzwerk-Orange. Luftschacht, Wien 2015, ISBN 978-3-902844-52-1.
- Bobophon. Mit Zeichnungen von Christian Wallner. Ritter, Klagenfurt/ Graz 2020, ISBN 978-3-85415-600-0.

Sachbücher
- Nachbrenner. Zur Evolution und Funktion des Spektakels (= es. 2458). Suhrkamp, Frankfurt am Main 2006, ISBN 3-518-12458-7.
- Avantgarde-Routine. (= Gedanken. Band 1). Parodos Verlag, Berlin 2008, ISBN 978-3-938880-21-0.

Herausgaben
- mit Thomas Eder: Selbstbeobachtung: Oswald Wieners Denkpsychologie (= es. 2669). Suhrkamp, Berlin 2015, ISBN 978-3-518-12669-1.
- Neue Anthologie des Schwarzen Humors: Mit zehn Kunstbeiträgen ausgewählt von Patricia Grzonka. Marix Verlag, Wiesbaden 2017, ISBN 978-3-7374-1042-7.

Hörspiele
- Verhalten, Bayerischer Rundfunk (2004)
- Minimalutopien, Bayerischer Rundfunk (2009)